# Mondo cretino
Mondo cretino es el primer álbum de estudio de la banda malagueña de pop punk Airbag.
El álbum, editado por la discográfica Wild Punk Records en el 2000 sigue la senda marcada por Los Nikis o Los Vegetales en los años 1980 y la crítica especializada lo define como un clásico de su género.
Es uno de los discos más reconocidos por los seguidores de la banda, lo que llevó a la misma a lanzar en 2009 una reedición remasterizada del mismo en que se incluía la canción I'm gonna strangle you, de Screeching Weasel.

## Lista de canciones
1. «Marta no es una punk»
2. «El resplandor»
3. «La chica no»
4. «Fumador pasivo empedernido»
5. «Familia de subnormales todos locos»
6. «Te voy a suicidar»
7. «No da tiempo»
8. «Don't worry baby»
9. «El flotador»
10. «Surfin' Airbag»
11. «Terror en el garage»
12. «Comics de Batman»
13. «Elena»
14. «Soy un gamberro»
15. «Prefiero la playa»
16. «Thank you girl»